# بی‌آرپی ریزال (پی‌اس-۷۴)
بی‌آرپی ریزال (پی‌اس-۷۴) (به انگلیسی: BRP Rizal (PS-74)) یک کشتی است که طول آن ۲۲۱٫۶۷ فوت (۶۷٫۵۷ متر) می‌باشد. این کشتی در سال ۱۹۴۴ ساخته شد.